# Чемпіонат ВЦРПС з хокею з м'ячем 1936 (жінки)
Чемпіонат ВЦРПС з хокею з м'ячем 1936 —  другий чемпіонат який проводила Всесоюзна центральна рада професійних спілок. На відміну від першого турніру, у цьому окрім збірних міст брали участь клуби з Москви та Ленінграда. Всього взяло участь 7 команд.

## Перший етап
| М | Підгрупа «А»                 | 1    | 2   | 3   | 4    | В | Н | П     | М'ячи | О |
| - | ---------------------------- | ---- | --- | --- | ---- | - | - | ----- | ----- | - |
| 1 | «Буревісник» (Москва)        |      | 2:0 | 8:0 | 17:0 | 3 | 0 | 0     | 27-3  | 6 |
| 2 | «Серп і Молот» (Москва)      | 0:2  |     | 3:0 | 7:0  | 2 | 0 | 1     | 10-2  | 4 |
| 3 | Свердловськ                  | 0:8  | 0:3 |     | 1:1  | 0 | 1 | 2     | 1-12  | 1 |
| 4 | Калінін                      | 0:17 | 0:7 | 1:1 |      | 0 | 1 | 2     | 1-25  | 1 |
| М | Підгрупа «Б»                 | 1    | 2   | 3   | В    | Н | П | М'ячі | О     |   |
| 1 | Кіровський завод (Ленінград) |      | 1:1 | 4:0 | 1    | 1 | 0 | 5-1   | 3     |   |
| 2 | Горький                      | 1:1  |     | 2:0 | 1    | 1 | 0 | 3-1   | 3     |   |
| 3 | Архангельськ                 | 0:4  | 0:2 |     | 0    | 0 | 2 | 0-6   | 0     |   |

Ігри першого етапу відбулися 8—13 лютого на московських аренах: «Стадіон юних піонерів» та «Червоний прапор». 

## Фінал
| 14 лютого 1936 |

| «Буревісник» | 8 – 0 | Кіровський завод |
| ------------ | ----- | ---------------- |
|              |       |                  |

| Москва |

## Склади команд
Кіровський завод (Ленінград): А. Шлякова, Ніколаєва, Є. Мельникова, Н. Іванова, Чмерковська, Хромчикова, Н. Мокеєва, Н. Євсеєва, В. Гаврилова, З. Леонович, Родителева. 